# Roping a Bride
Roping a Bride è un cortometraggio muto del 1915 diretto da Tom Mix che appare anche tra gli interpreti del film insieme a C.W. Bachman, Goldie Colwell, Sid Jordan.

## Produzione
Il film fu prodotto dalla Selig Polyscope Company.

## Distribuzione
Distribuito dalla General Film Company, il film - un cortometraggio in una bobina - uscì nelle sale cinematografiche statunitensi il 9 febbraio 1915. In Brasile, prese il titolo Enlaçando uma Noiva.
La Grapevine Video lo ha distribuito in VHS. Dal 2011, appare nel catalogo della Harpodeon.